# Sclerophrys maculata
Sclerophrys maculata – gatunek afrykańskiego płaza bezogonowego z rodziny ropuchowatych (Bufonidae).

## Taksonomia
Gatunek był w przeszłości zaliczany do rodzaju Bufo. W 2006 roku Frost i inni przenieśli go do rodzaju Amietophrynus. Ohler i Dubois w 2016 roku wykazali, że nazwa Amietophrynus jest młodszym synonimem nazwy Sclerophrys.
W 2016 roku Poynton i inni, w oparciu głównie o badania genetyczne, wydzielili znaczną część populacji uznawanej wcześniej za Sclerophrys maculata do wskrzeszonego gatunku Sclerophrys pusilla. Autorzy ci wyznaczyli też neotyp S. maculata.

## Występowanie
Sclerophrys maculata posiada rozległy zasięg występowania w Afryce Zachodniej i zachodniej części Afryki Środkowej (przed podziałem gatunku rozciągał się aż po RPA na południu). We współczesnym ujęciu systematycznym zasięg gatunku rozciąga się od Senegalu, Gambii i Gwinei Bissau przez Gwineę, Sierra Leone, Liberię, południowe Mali, południową Burkinę Faso, Wybrzeże Kości Słoniowej, Ghanę, Benin, Nigerię (bez części północnej) po południowo-zachodni Czad, Kamerun (bez części południowo-wschodniej) i północno-zachodnią Gwineę Równikową. Państwem, w których według IUCN obecność zwierzęcia nie jest pewna, jest Togo.
Zasiedla wilgotne (nieraz też i bardziej suche) sawanny i strefy je otaczające przechodzące w las. Radzi sobie w lasach zdegradowanych oraz na terenach rolniczych.

## Rozmnażanie
Rozwój larwalny przebiega w środowisku wodnym. S. maculata wykorzystuje do tego celu rzeki i strumienie na sawannie, ale też rowy i tymczasowe stawy, zwłaszcza te w rejonach leśnych.

## Status
Istnieją miejsca, gdzie płaz ten jest bardzo pospolity. Łatwo adaptuje się do zmian w środowisku.
Jego liczebność utrzymuje się na stabilnym poziomie, choć niektórym populacjom zagraża działalność człowieka.